# Edu Lobo
Edu Lobo, all'anagrafe Eduardo de Góes Lobo (Rio de Janeiro, 29 agosto 1943), è un cantante, compositore e arrangiatore brasiliano.

## Biografia
Edu Lobo nacque dal compositore Fernando Lobo e da Maria do Carmo Lobo. A otto anni si iscrisse all'Accademia George Brass dove studiò fisarmonica fino a quattordici anni. Durante gli studi presso il collegio Santo Inázio trascorreva le vacanze nella casa degli zii a Recife, e lì assorbì la cultura locale, fonte di influenza nello sviluppo musicale del giovane. Cominciò anche a prendere confidenza con la chitarra attraverso l'amico Teo de Barros che si prestò a dare a Edu le nozioni di base dello strumento, e in seguito la pianista Vilma Graça lo iniziò allo studio del pianoforte.
Il suo debutto da professionista ebbe luogo nel 1961, nel trio che includeva anche i coetanei Dori Caymmi e Marcos Valle. L'anno successivo esordì in sala di registrazione dove incise il doppio album di bossa nova che vedeva fra gli altri brani le sue composizioni Balancinho, Sofri, Amor e Amor de ilusão, e iniziò una collaborazione con Vinícius de Moraes con cui scrisse Só Me Fez Bem, canzone che lo accreditò nella schiera dei musicisti di bossa nova di seconda generazione. Sempre nel 1962, influenzato da João do Vale, Sérgio Ricardo, Ruy Guerra e Carlos Lyra, affrontò tematiche impegnate nelle sue composizioni Canção da terra, Reza e Aleluia.
L'album Os azeredos e os benevides è del 1963. Si tratta della colonna sonora dell'opera teatrale di Oduvaldo Viana Filho contenente la canzone di successo Chegança. L'anno seguente Lobo fu incaricato della composizione delle musiche per Arena Conta Zumbi, uno spettacolo teatrale di Gianfrancesco Guarnieri e Augusto Boal. Elis Regina riprese la canzone Upa Neguinho, rendendola un motivo di grande popolarità.
Nel 1965, Edu Lobo raggiunse notevole notorietà attraverso la televisione. Vincitore con Arrastão del I Festival de Música Popular Brasileira, trasmesso da TV Excelsior, cantò anche la canzone Aleluia, interpretò brani contenuti nel suo primo album, A música de Edu Lobo por Edu Lobo, e partecipò a diversi programmi televisivi per la TV Record. Intervenne anche a fianco di Nara Leão, il Tamba Trio e il Quinteto Villa-Lobos nello spettacolo 5 na bossa, da cui fu tratto un disco. Anche il 1966 fu ricco di soddisfazioni per l’artista, che produsse altri dischi di successo, fra cui spiccano Jogo de roda e Canto triste. Scrisse anche le musiche per l’opera teatrale Berço de herói, che venne però censurata dalla dittatura militare vigente in Brasile. Assieme a Maria Bethânia lo si trova  nell’LP Edu e Bethânia, e un altro album, Reencontro, fu inciso dal vivo con il contributo di Sylvia Telles, Tamba Trio e del Quinteto Villa-Lobos. Fu l’anno in cui Lobo andò in tournée in Europa, accompagnato da Marli Tavares, Salvador Trio e Rosinha de Valença.
Il resto degli anni sessanta lo vide protagonista nella partecipazione a festival e tournée, in composizioni musicali, incisioni in studio e collaborazioni musicali fino all’aprile del 1969. In quel periodo studiò teoria musicale e seguì un corso di musiche per film. Prestò inoltre il suo contributo di strumentista, vocalist e compositore nell’LP In the Hot Afternoon, di Paul Desmond, con musiche di Milton Nascimento. Negli anni vissuti in California incise due dischi di rilievo: Sergio Mendes Presents Lobo, registrato per la A&M Records, e Cantiga de longe, che vedeva la partecipazione di Wanda Sá, Hermeto Pascoal, Airto Moreira, Claudio Slon e Oscar Castro-Neves.
Dopo le esperienze statunitensi, tornato in Patria Edu Lobo negli anni settanta si dedicò principalmente alla composizione di musiche da film e per opere teatrali e televisive, alcune in collaborazione con vecchi partner come Vinicius de Moraes e Gianfrancesco Guarnieri. Registrò anche degli album: Edu Lobo del 1973, Limite das águas nel 1976 – promosso con una tournée in Germania – Camaleão di due anni successivo.

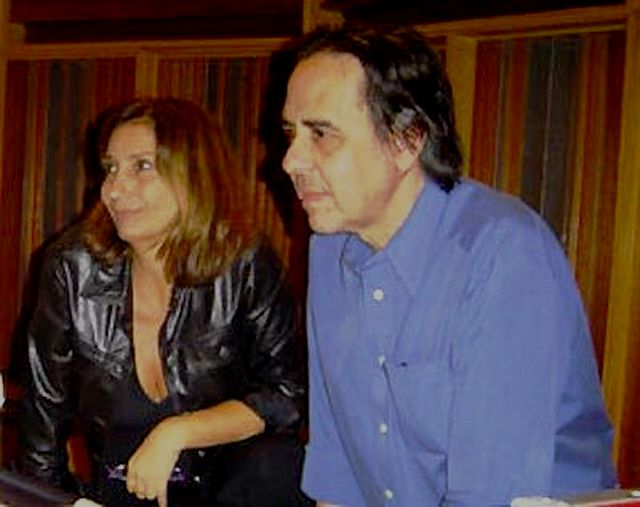
Edu Lobo con Zizi Possi nel 2006

Anche gli anni ottanta lo videro impegnato sul fronte delle musiche per film o per spettacoli teatrali e delle registrazioni. Assieme a protagonisti di peso produsse album rilevanti: Edu & Tom - Tom & Edu insieme a Antônio Carlos Jobim, O Grande circo místico che vedeva la presenza di Gal Costa, Tom Jobim, Gilberto Gil, Jane Duboc, Simone, Zizi Possi, Tim Maia, Milton Nascimento, Regininha e Zé Luiz; O corsário do rei e Dança da meia-lua con Chico Buarque de Hollanda.
Corrupião è il primo album degli anni novanta, a cui seguì nel 1995 Meia noite, che ebbe notevole successo di critica e che contiene un omaggio musicale a Tom Jobim, da poco scomparso. Per i successivi anni novanta e per quelli del presente secolo, Edu Lobo, assieme a musicisti amici di vecchia data o di nuova generazione, ha continuato instancabile nella produzione di musica: per spettacoli, per album, per concerti dal vivo, con formazioni classiche oppure originali, come nel caso dell'album Edu Lobo e Metropole Orkestra, registrato dal vivo nel 2011, che vede Lobo affiancato da Gilson Peranzzetta al pianoforte e fisarmonica e da Mauro Senise al flauto e sax.
Edu Lobo 70 anos è il titolo dello spettacolo nel quale, nel 2013, l’artista ha festeggiato il suo 70º compleanno, insieme a Bena Lobo, Monica Salmaso, Chico Buarque e Maria Bethânia sul palco del Theatro Municipal di Rio de Janeiro. L’anno successivo l’esibizione è diventata un prodotto discografico dal titolo Edu 70 anos. Nella cerimonia tenutasi il 14 maggio 2014 al Theatro Municipal di Rio de Janeiro in occasione della 25ª edizione del premio alla musica brasiliana, l’artista ha ricevuto il riconoscimento per l’album Edu Lobo e Metropol Orkest.
Nel 2016 Edu Lobo è stato al fianco di Dori Caymmi, Fred Eça, Igor Eça, Zé Renato e Toninho Horta nella registrazione di un album in omaggio a Luiz Eça, fra i fondatori del Tamba Trio. L’anno dopo è stato pubblicato l’album Dos navegantes. La maggior parte delle tracce è eseguita insieme ad altri artisti brasiliani fra i quali spicca Chico Buarque. Nel 2019, lanciato da uno spettacolo al Teatro carioca XP Investimentos, è la volta di un nuovo album Quase Memória, che fra gli altri brani presenta Silêncios, un inedito di Vinícius De Moraes.

## Vita privata
Nell'aprile del 1969 si sposò con la cantante Wanda Sá e con lei si trasferì temporaneamente a Los Angeles, dove rimase per due anni. I due hanno avuto il figlio Bernardo "Bena" Lobo, a sua volta divenuto cantante e compositore.

## Discografia parziale

### Album in studio
- 1964 - A Música de Edu Lobo por Edu Lobo
- 1966 - Folklore e bossa nova do Brasil
- 1966 - Cinco na bossa
- 1966 - Reencontro
- 1966 - Edu e Bethânia
- 1968 - Edu
- 1971 - Cantiga de longe
- 1971 - Sergio Mendes Presents Edu Lobo
- 1973 - Missa breve
- 1975 - Limite das águas
- 1978 - Camaleão
- 1980 - Tempo presente
- 1981 - Edu & Tom
- 1981 - Jogos de dança
- 1981 - Tom & Edu
- 1983 - O grande circo místico
- 1985 - O corsario do rei
- 1988 - Dança da meia-Lua
- 1990 - Ra-Tim-Bum
- 1993 - Corrupião
- 1995 - Meia noite
- 1997 - No tempo da bossa nova
- 1997 - Edu Lobo por Edu Lobo
- 1997 - Album de teatro
- 2004 - Edu Lobo
- 2006 - Dois genios
- 2008 - Por Edu
- 2012 - A Música de Edu Lobo por Edu Lobo
- 2013 - Edu Lobo & The Metropole Orkestra
- 2014 - Edu 70 anos
- 2017 - Dos navegantes
- 2019 - Quase memória

### EP
- 1963 - Em bossa nova
- 1965 - Arena Conta Zumbi (con Augusto Boal e Gianfrancesco Guarnieri)
- 1967 - Upa neguinho/Borandá/Veleiro/Sinherê (con Maria Bethânia)
- 1968 - Memórias de Marta Saré
- 1971 - O carão otelo no barato dos bilhões
- 1977 - Limite das águas/Gingado dobrado/Toada/Considerando
- 1979 - Camaleão
- 1982 - Canto do povo (con Geraldo Vandré, Sérgio Ricardo e Marilia Medalha)

### Singoli
- 1966 - Upa neguinho/Pra você que chora
- 1967 - Ponteio/Diana pastora (con Marilia Medalha e i Momentoquatro)
- 1967 - Ponteio/Carolina (con Nara Leão)
- 1967 - No cordão da aaideira/Catarina e Mariana
- 1973 - Viola fora de moda (promo)
- Ponteio/Embolada
- Upa, neguinho/Surfboard (promo split con Roberto Menescal)
- Zambi/Estatuinha
- Zanzibar

## Videografia

### Home video
- 2007 - Vento bravo

## Filmografia (parziale)

### Attore

#### Cinema
- Prova de fogo, regia di Marco Altberg (1980)
- Il mandarino (O Mandarim), regia di Júlio Bressane (1995)
- Vinicius, regia di Miguel Faria Jr. (2005)
- Balada das Duas Mocinhas de Botafogo, regia di J.C. Feyer e Fernando Valle - cortometraggio (2006)
- Uma Noite em 67, regia di Ricardo Calil e Renato Terra - documentario (2010)
- Augusto Boal e o Teatro do Oprimido, regia di Zelito Viana - documentario (2010)
- Chico: Artista Brasileiro, regia di Miguel Faria Jr. (2015)

#### Televisione
- Les carnets Brésiliens, regia di Pierre Kast - film TV (1966)

### Doppiatore
- They Shot the Piano Player, regia di Javier Mariscal e Fernando Trueba (2023)

## Programmi televisivi
- Atlântico - talk show (1999)
- Por Outro Lado (2005)
- Som Brasil - varietà musicale (2008)